# Cienkopancerzowce
Cienkopancerzowce (Leptostraca) – rząd morskich skorupiaków z gromady pancerzowców.

## Opis
Ciało długości zwykle od 6 do 11 mm, rzadko do 40 mm, objęte dwuklapkowym karapaksem, który przykrywa głowę, tułów i cztery segmenty odwłoka. Klapy karapksu mogą być w okolicy szczęk ściągane mięśniem zwieraczem. Przód karapaksu tworzy ruchome rostrum. Oczy osadzone są na krótkich szypułkach. Czułki pierwszej pary są najczęściej dwugałęziste o łuskowatym lub płytkowatym, niekiedy zredukowanym lub nieobecnym egzopodicie. Druga para czułek jest jednogałęzista. Na żuwaczkach zwykle obecne głaszczki, wyrostki molarne i incisory. Pierwsza para szczęko o parzystych endytach i zwykle biczykowatych głaszczkach. Protopodit szczęk drugiej pary zazwyczaj z czterema endytami. Odnóża tułowiowe biorą udział w odżywianiu, oddychaniu i ochronie potomstwa, zatraciły zaś funkcje lokomotoryczne i bywają zredukowane. Odnóża odwłokowe czterech pierwszych par dobrze wykształcone, dwugałęziste, natomiast dwóch ostatnich par jednogłęziste, zredukowane. Telson z furką. U samic otwory płciowe na biodrach szóstej, a u samców ósmej pary odnóży tułowiowych.

## Biologia i ekologia
Skorupiaki morskie, żyjące przy dnie lub w mule. W większości filtratory. Przechodzą rozwój wprost.

## Systematyka
Należy tu jeden podrząd: przejściowce (Nebaliacea), podzielony na 4 rodziny:
- Nebaliidae
- Nebaliopsididae
- Paranebaliidae
- †Rhabdouraeidae